# 保罗·卡尔达雷拉
保罗·卡尔达雷拉（義大利語：Paolo Caldarella，1964年9月20日—1993年9月27日），意大利前男子水球运动员。他曾代表意大利国家队参加1988年和1992年夏季奥林匹克运动会水球比赛，其中1992年奥运会获得一枚金牌。